# Halictus fascialis
Halictus fascialis är en biart som beskrevs av Smith 1853. Halictus fascialis ingår i släktet bandbin, och familjen vägbin. Inga underarter finns listade i Catalogue of Life.